# Salsola esterhuyseniae
Salsola esterhuyseniae är en amarantväxtart som beskrevs av Viktor Petrovitj Botjantsev. Salsola esterhuyseniae ingår i släktet sodaörter, och familjen amarantväxter. Inga underarter finns listade i Catalogue of Life.